# Nachal Rakafot
Nachal Rakafot (hebrejsky: נחל רקפות) je vádí v Izraeli, v Judských horách ve městěJeruzalém.
Začíná v nadmořské výšce přes 700 metrů v západní částí Jeruzaléma, jihovýchodně od Herzlovy hory a nedaleko nemocnice Ša'arej Cedek. Směřuje pak k jihovýchodu rychle se zahlubujícím a zčásti zalesněným údolím, které odděluje čtvrť Bajit va-Gan a Ramat Bejt ha-Kerem. Vádí míjí ze západu čtvrť Giv'at Mordechaj, přičemž prochází fragmentem původní nezastavěné krajiny, do kterého byla ale nově vsazena trasa dálniční komunikace Sderot Menachem Begin, a ústí zprava do vádí Nachal Rechavja.